# Lill-Vegsjön
Lill-Vegsjön är en sjö i Härnösands kommun i Ångermanland och ingår i Ångermanälven-Gådeåns kustområde. Sjön har en area på 0,159 kvadratkilometer och ligger 89,5 meter över havet. Sjön avvattnas av vattendraget Älandsån.

## Delavrinningsområde
Lill-Vegsjön ingår i det delavrinningsområde (695561-159940) som SMHI kallar för Utloppet av Lill-Vegsjön. Medelhöjden är 110 meter över havet och ytan är 1,33 kvadratkilometer. Räknas de 8 avrinningsområdena uppströms in blir den ackumulerade arean 45,08 kvadratkilometer. Avrinningsområdets utflöde Älandsån mynnar i havet. Avrinningsområdet består mestadels av skog (75 procent). Avrinningsområdet har 0,16 kvadratkilometer vattenytor vilket ger det en sjöprocent på 11,8 procent.